# Copa Asobal 2014
La XXV edición de la Copa Asobal se celebró entre el 20 y el 21 de diciembre de 2014, en el Palacio de Deportes de León.
En ella participaron los cuatro primeros equipos de la Liga ASOBAL 2014-15 al término de la primera vuelta de la competición, y fueron el FC Barcelona, el Fraikin BM Granollers, el Abanca Ademar León y el Naturhouse La Rioja.
Este campeonato se jugó con la fórmula de eliminación directa (a partido único en semifinales y final), y el emparejamiento de las semifinales se estableció por sorteo puro. El equipo campeón, obtuvo una plaza para disputar la Liga de Campeones 2015-16.

## Eliminatorias
|  | Semifinales           | Semifinales           | Semifinales           |                       |              | Final        | Final | Final |  |
|  |                       |                       |                       |                       |              |              |       |       |  |
|  |                       |                       |                       |                       |              |              |       |       |  |
|  | Abanca Ademar León    | Abanca Ademar León    | 27                    |                       |              |              |       |       |  |
|  | Abanca Ademar León    | Abanca Ademar León    | 27                    |                       |              |              |       |       |  |
|  | Fraikin BM Granollers | Fraikin BM Granollers | 30                    |                       |              |              |       |       |  |
|  | Fraikin BM Granollers | Fraikin BM Granollers | 30                    |                       | FC Barcelona | FC Barcelona | 37    |       |  |
|  |                       |                       |                       |                       | FC Barcelona | FC Barcelona | 37    |       |  |
|  |                       |                       | Fraikin BM Granollers | Fraikin BM Granollers | 26           |              |       |       |  |
|  | FC Barcelona          | FC Barcelona          | Fraikin BM Granollers | Fraikin BM Granollers | 26           | 39           |       |       |  |
|  | FC Barcelona          | FC Barcelona          |                       |                       |              | 39           |       |       |  |
|  | Naturhouse La Rioja   | Naturhouse La Rioja   | 25                    |                       |              |              |       |       |  |
|  | Naturhouse La Rioja   | Naturhouse La Rioja   | 25                    |                       |              |              |       |       |  |
|  |                       |                       |                       |                       |              |              |       |       |  |

| Campeón      |
| FC Barcelona |

- Datos: Q20016796